# C.R.D.A. Monfalcone 1966-1967
Questa voce raccoglie le informazioni riguardanti il C.R.D.A. Monfalcone nelle competizioni ufficiali della stagione 1966-1967.

## Rosa
| N. |                   | Ruolo | Calciatore         |
| -- | ----------------- | ----- | ------------------ |
|    | Italia (bandiera) |       | Arpone             |
|    | Italia (bandiera) | D     | Alcide Baccari     |
|    | Italia (bandiera) |       | Bonato             |
|    | Italia (bandiera) | A     | Ottorino Borsetto  |
|    | Italia (bandiera) | A     | Giorgio Carniello  |
|    | Italia (bandiera) |       | Ceglia             |
|    | Italia (bandiera) | C     | Walter Cossar      |
|    | Italia (bandiera) | C     | Riccardo Cucar     |
|    | Italia (bandiera) | D     | Diego De Iuri      |
|    | Italia (bandiera) | P     | Giuseppe Di Davide |
|    | Italia (bandiera) | C     | Dino Fogar         |
|    | Italia (bandiera) | C     | Alberto Giordani   |

| N. |                   | Ruolo | Calciatore         |
| -- | ----------------- | ----- | ------------------ |
|    | Italia (bandiera) | A     | Giampaolo Ispiro   |
|    | Italia (bandiera) | A     | Roberto Longo      |
|    | Italia (bandiera) | C     | Fabio Mreule       |
|    | Italia (bandiera) | P     | Palma              |
|    | Italia (bandiera) | A     | Sergio Politti     |
|    | Italia (bandiera) | P     | Oscar Sorato       |
|    | Italia (bandiera) | A     | Enrico Sortino     |
|    | Italia (bandiera) | D     | Sergio Trevisan    |
|    | Italia (bandiera) | D     | Renato Valenti     |
|    | Italia (bandiera) | C     | Giorgio Valvassori |
|    | Italia (bandiera) | C     | Claudio Zonch      |